# 库沃河

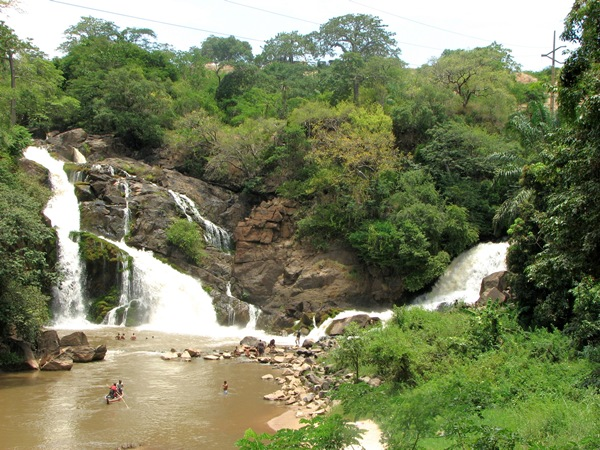
Binda瀑布群

库沃河（葡萄牙語：Rio Cuvo）是安哥拉中部的一条河流，河口位于南宽扎省的大西洋本格拉湾海域。。库沃河是其上游名称，下游称作Keve/Queve。河流自Binga瀑布群到加贝拉可通航。主要支流为Cussoi河。
库沃河可能是西非海牛生长的南界。河流冲积平原、湿地以及Kumbira Forest是重点鸟区的一部分，生活有数种珍稀鸟类。河口则有红树林生长。